# FUMIYA FUJII ANNIVERSARY BEST“25/35” L盤
『FUMIYA FUJII ANNIVERSARY BEST“25/35” L盤』（フミヤ フジイ アニバーサリー ベスト“25/35” エルバン）は、藤井フミヤ通算4枚目のベスト・アルバム。2018年7月18日にポニーキャニオンから発売された。

## 概要
『FUMIYA FUJII ANNIVERSARY BEST“25/35” R盤』と同日発売。
2018年にチェッカーズとしてデビューから35周年、ソロデビュー25周年を迎えたフミヤ。今回の企画は、1993年11月10日リリース「TRUE LOVE」からアルバム「大人ロック」まで、ソロデビュー後3つのレーベルよりリリースした楽曲からファンのリクエストを基に上位100曲を選出。レーベルの垣根を超えた形でシャッフルされた100曲を、ポニーキャニオン・ソニーミュージック両社より50曲ずつ3枚組のベスト2作品を同時リリース。ジャケットも2作左右に並べるとフミヤの顔が完成する両社共同仕様。CDはBlu-spec2を使用。

## 収録曲

### 〔DISC 1〕
1. TRUE LOVE
2. エンジェル
3. 紙飛行機
4. タイムマシーン
5. ストレイキャット
6. マリア
7. Tokyo Runaway Blues
8. Sweet Sea Side
9. P.S.マリア
10. Labyrinth
11. Hello my tears
12. Another Orion
13. GIRL FRIEND
14. MY PLANETS
15. Snow Crystal
16. DO NOT

### 〔DISC 2〕
1. SLOWLY
2. ヘブンの入り口
3. MY TYPE
4. Go the Distance
5. 映画みたいに
6. 青春の道
7. 恋の気圧
8. I・N・G （Album Mix）
9. 裏どおりの天使たち
10. SEVEN WONDERS
11. Crystal Blood
12. わらの犬（ReTake Version）
13. Moonlight magic （ReTake Version）
14. 方舟
15. Baby
16. シルバー

### 〔DISC 3〕
1. rADICAL☆sTAR
2. 星空の片隅で
3. 君に会えてよかった
4. 君が僕を想う夜
5. 大切な人へ
6. 下北以上 原宿未満
7. 鎮守の里
8. 飛行船
9. ムスカリの花
10. ケモノ マイハート
11. 嵐の海
12. 点線
13. Life is Beautiful
14. Me too I love you
15. 青春
16. 最終目的地
17. 命の名前
18. この空の真下で